# Коста Антоновски
Коста Антоновски е гръцки партизанин и деец на НОФ.

## Биография
Роден е в костурското село Кърчища през 1912 година. Произлиза от бедно семейство. Налага му се да работи наравно с другите, за да може семейството да се издържа. След Немската инвазия в Гърция влиза в редиците на ГКП. Започва да привлича хора, за да се присъединят към ЕАМ. От 1943 влиза в рамките на ЕЛАС. След споразумението от Варкиза и разпускането на ЕЛАС, през 1946 се присъединява към ДАГ, където командва рота.
Умира на 1 ноември 1947 година на височините край Прекопана. На 4 юни 1948 е посмъртно повишен в капитан.